# Oshae Brissett
Oshae Jahve Brissett (ur. 20 czerwca 1998 w Toronto) – kanadyjski koszykarz, występujący na pozycji niskiego skrzydłowego, od 2023 zawodnik Boston Celtics.
W 2015 zajął siódme miejsce w turnieju Nike Global Challenge. W 2016 zdobył srebrny medal podczas turnieju Adidas Nations. Rok później wystąpił w meczu gwiazd kanadyjskich szkół średnich – BioSteel All Canadian.
W 2019 reprezentował Los Angeles Clippers podczas rozgrywek letniej ligi NBA w Las Vegas.
1 kwietnia 2021 zawarł 10-dniową umowę z Indianą Pacers. 23 kwietnia podpisał z klubem umowę do końca sezonu. 6 lipca 2023 dołączył do Boston Celtics.

## Osiągnięcia
Stan na 16 września 2023, na podstawie, o ile nie zaznaczono inaczej.
NCAA
- Uczestnik rozgrywek:
  - Sweet 16 turnieju NCAA (2018)
  - turnieju NCAA (2018, 2019)
- Zaliczony do I składu najlepszych pierwszorocznych zawodników konferencji Atlantic Coast (ACC – 2018)
- Lider ACC w liczbie celnych (174) i oddanych (221) rzutów wolnych (2018)
- Najlepszy pierwszoroczny zawodnik ACC (19.02.2018, 18.12.2017)

Indywidualne
- Zaliczony do II składu NBA G League (2021)[8]

Reprezentacja
- Wicemistrz Ameryki U–18 (2016)